# Surrey County Cricket Club
Le Surrey County Cricket Club, qui représente le comté traditionnel de Surrey, est un des dix-huit clubs anglais majeurs qui participent aux compétitions nationales anglaises. L'équipe première porte le surnom de Surrey Lions pour les matchs à nombre limité de séries.. Il a été fondé le 22 août 1845, et joue à The Oval en Londres.

## Palmarès
- County Championship (18) : 1890, 1891, 1892, 1894, 1895, 1899, 1914, 1952, 1953, 1954, 1955, 1956, 1957, 1958, 1971, 1999, 2000, 2002, titre partagé (1) : 1950.
- Gillette Cup, NatWest Trophy, C&G Trophy, Friends Provident Trophy (1) : 1982.

## Joueurs célèbres
- Jack Hobbs
- Douglas Jardine